# Anna Obsessed
Obsessed (также Anna Obsessed и Blue Obsessions) — американский порнофильм 1977 года режиссёров «Мартин и Мартин» (англ. Martin & Martin) и сценариста (англ. Piastro Cruiso).

## Сюжет
Анна Карсон просыпается от повторяющегося кошмара, а затем с мужем, бизнесменом Дэвидом, занимается сексом, который не приносит удовлетворения, поскольку за ними через окно гостиной наблюдает бродяга. На следующее утро Анна и Дэвид ссорятся из-за того, что Дэвид много работает, а их секс стал просто ужасен. Затем Анна едет в город, преследуемая вуайеристом. Радио в её автомобиле рассказывает об убийце-насильнике на Лонг-Айленде, серийном убийце, который насилует и убивает женщин и детей. На вокзале Анна встречает Мэгги Ронсон, фотографа, которая позже находит Анну в салоне красоты, чтобы вернуть ежедневник, который Анна уронила.
Дома Анна и Дэвид обсуждают свой неудачный брак, затем Дэвид уходит на работу, где планирует поужинать со своей секретаршей. Когда Анна выходит вечером за покупками, её насилует маньяк, о котором говорили в новостях. Придя в гости к Мэгги, Анна рассказывает ей о нападении, и у них начинаются отношения, в то время у Дэвида начинается роман с секретаршей. Маньяк продолжает преследовать Анну, крадёт у неё такие предметы, как картины и нижнее бельё, фантазирует о сексе с ней.
Анна занимается сексом с Дэвидом, вспоминая об изнасиловании, а затем говорит ему о том, как, по её мнению, Мэгги может помочь их запутанным отношениям. Насильник в гневе разрывает фотографии, на которых Анна, Дэвид и Мэгги вместе обедают, а затем занимаются сексом втроём. После завершения трио Мэгги оказывается тем самым убийцей, и она стреляет в Дэвида и Анну. Прибывают полицейские, и когда они арестовывают, казалось бы, кататоническую Мэгги, она стреляет в детектива, в ответ получив очередь из оружия лейтенанта.

## В ролях
- Констанс Мани — Анна Карсон
- Аннетт Хейвен — Мэгги Ронсон
- Джон Лесли — Дэвид Карсон
- Сьюзен Макбейн — секретарша Дэвида
- Джеми Гиллис — мужчина из фантазий секретарши

## Отзывы критиков
Журнал Adam Film World дал фильму оценку 4/5, а Hustler Erotic Video — 3/4. Питер Уоррен из журнала AVN дал оценку 4 из 5 баллов, и высказал мнение, что он «хорошо сыгран и срежиссирован, и становится всё более насыщенным, поскольку Мани заводит лесбийский роман с Хейвен». Джастин Маккинни из The Bloody Pit of Horror дал картине 2,5 балла из возможных 5, написав: «Что касается хардкора, то не так уж и плохо. Есть хорошее соотношение сюжет/секс, стильный (хотя и резкий) финал и выше среднего (для порно) игра Лесли и Хейвен. С другой стороны, Мани — актриса не очень даже по меркам порно и во всём выглядит слишком флегматичной. Большинство ужасных вещей происходит за кадром, хотя в самом конце есть немного насилия».

## Награды
- 2001: Зал славы XRCO[4]